# Silometopus reussi
Silometopus reussi là một loài nhện trong họ Linyphiidae. Chúng được Tord Tamerlan Teodor Thorell miêu tả năm 1871.